# Юнак Марія Іванівна
Марі́я Іва́нівна Юна́к (1902—1977) — українська художниця, графік, плакатист, представниця української школи монументального живопису (бойчукізму).

## Життєпис
Її батько займав посаду «технічного служителя» в будинку Колегії Павла Ґалагана. 1914 року прийнята до київської жіночої гімназії ім. св. Кн. Ольги, котру закінчила з відзнакою. Протягом 1920—1927 років вчилася в Українській державній академії мистецтв, майстерня монументального живопису Михайла Бойчука. Одночасно працювала у поштовій конторі, секретарем-друкаркою в Інституті пластичних мистецтв.
Брала участь у розписах Селянського санаторію ім. ВУЦВК в Одесі — автор фрескових портретів Тараса Шевченка, Івана Франка й орнаментально-декоративних мотивів (1927—1928 роки), у розписах Харківського Червонозаводського театру.
Від 1929 року, захистивши диплом, брала участь в роботі республіканських художніх виставок.
З другої половини 1930-х років творила переважно в царині книжкової графіки й плакатів.
Як «бойчукістку» її не прийняли в Спілку художників, на роботу було важко влаштуватися. Справою свого життя вважала фреску, проте практично була позбавлена можливості займатися цим. Частина її робіт була знищена в роки боротьби з «бойчукізмом», ще частина — під час війни.
До останніх днів підтримувала стосунки із художницею-«бойчукісткою» Антоніною Івановою.
Серед робіт:
- «Казка» (1921),
- «Дівчина в хустині» (1921),
- «Українки», (1921),
- «Портрет В. Кутинської» (1922),
- «Портрет І. Франка» (1927),
- «Голова дівчинки» (1948),
- «Зварниця» (1968),
- «Заочниця» (1969),
- «Квіти» (1972),
- фреска «Пори року» (1975).

Молодша сестра Ольга Юнак також була графіком.